# Ana Luisa Llovera
Ana Luisa Llovera Álvarez (Guárico, Venezuela, 2 de febrero de 1908 - Maracay, Venezuela, 24 de febrero de 1999) fue una periodista y política venezolana. Fue la primera mujer en juramentarse como diputado Constituyente, así como la primera mujer presidenta de la Asociación Venezolana de Periodistas.

## Biografía
Ana Luisa Llovera nació en La Horca, estado de Guárico, Venezuela, en la carretera rumbo a Calabozo, el 2 de febrero de 1908, hija del ganadero Liborio Llovera Corrales y de Ana María Álvarez. Su padre era militante contra la dictadura de Juan Vicente Gómez, lo que le valió ir a prisión en 13 oportunidades, y se dirigía con su familia a reunirse con el general Roberto Vargas Díaz cuando se adelantó el trabajo de parto de Ana María Álvarez de Llovera.

Su madre murió antes que Ana Luisa Llovera cumpliera los 4 años y su padre contrajo nuevo matrimonio con Camila González Landaeta. Efectuó sus estudios iniciales en la Escuela de Carlota Huerta de El Rastro hasta que su familia pasó a Calabozo, donde continuó sus estudios. Entre 1927 y 1930 permaneció en Villa de Cura con sus tíos. En diciembre de 1930 contrajo matrimonio con Bonaparte Padra de quien se divorciaría en 1938. En esos años empezó a
«copiar y repartir versos que ridiculizaban a Gómez como noticias de las presos, las torturas, las nuevas detenciones»

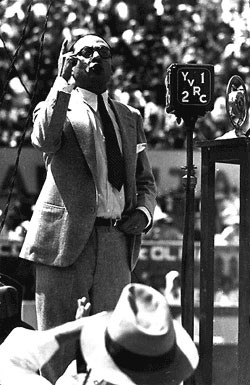
Rómulo Betancourt durante una manifestación pública (Caracas, 1936).

Y a publicar con seudónimos en un diario y tres semanarios de Calabozo, entonces capital del estado de Guárico, temas relacionados con la mujer. A la muerte de Juan Vicente Gómez en diciembre de 1935 en Caracas, Ana Luisa Llovera marchó a esa capital. Allí comenzó a escribir en los periódicos nacionales con el seudónimo de Teresa Jiménez e ingresó al Movimiento de Organización Venezolana (ORVE), creado en 1936, pasando luego al Partido Democrático Nacional (PDN) integrando el Comité Directivo Nacional en la clandestinidad a cargo de la secretaría nacional de propaganda. Al desatarse la represión del régimen del general Eleazar López Contreras en 1937 con el sobrenombre "Garúa" actuó como contacto de Rómulo Betancourt naciendo una amistad
«que solo se vio turbada por la apasionada defensa que asume Analuisa en los periodistas, en los difíciles años de la década del 60, cuando presidía la Asociación Venezolana de Periodistas (AVP). Periodistas de izquierda eran perseguidos por el gobierno y la dirigente gremial, figura importante del partido oficial, del cual había sido diputada, concejal y miembro de la dirección nacional, no vaciló en reclamarle con su característica valentía, al caudillo guariteño, por la persecución de sus colegas».
Participó en 1941 de la fundación de Acción Democrática, en donde llega a tener gran figuración. Al fundarse en 1941 el periódico Últimas Noticias, su subdirector "Kotepa" Delgado la convocó y la convirtió en
«la primera mujer reportera, la primera en salir a la calle con un fotógrafo a cubrir toda clase de sucesos.».
Al poco tiempo su partido la puso al frente de la redacción de El País, convirtiéndose en
«la primera en ejercer la Jefatura de Información de un diario» y «en cubrir la fuente parlamentaria».
Ingresó luego a la Escuela de Periodismo "Rafael Arévalo González" de la Universidad Libre "Augusteo", primer instituto de enseñanza de periodismo de su país, creado por monseñor Rafael Lovera Castro en febrero de 1940. Se exilió en México y en España trabajando como periodista hasta que terminado el gobierno de Eleazar López Contreras pudo regresar a su país. Al crearse el 24 de octubre de 1946 la Escuela de Periodismo por la Junta Revolucionaria de Gobierno presidida por Rómulo Betancourt, Ana Luisa Llovera se inscribió graduándose dos años después, siendo convocada por Óscar Yanes a trabajar como cronista parlamentaria en Últimas Noticias.
Al caer el gobierno presidido por Rómulo Gallegos el 24 de noviembre de 1948, Ana Luisa Llovera se encontraba en la Casa Nacional de Acción Democrática. Logró durante unos días escapar a la persecución pero fue finalmente detenida saliendo de la universidad y alojada sucesivamente en la cárcel del Obispo, la Cárcel Modelo de Caracas, Guanare y Calabozo. Finalmente fue remitida nuevamente a la cárcel Modelo y enviada al exilio en Cuba, reuniéndose en La Habana con el gabinete de Gallegos y numerosos parlamentarios y dirigentes de su partido en el exilio. 
Pasó a México y cuatro años después marchó a Europa. Tras recorrer varios países se estableció en España hasta que regresó a México donde trabajó como secretaria de Gallegos. En su casa recibió en 1958 la noticia del alzamiento de la aviación contra Marcos Pérez Jiménez, pudiendo entonces regresar a su patria tras el Golpe de Estado en Venezuela de 1958.

Pese a su militancia, no fue designada por su partido para desempeñar cargos en el ejecutivo de su país y sería un miembro del Copei, Lorenzo Fernández, quien la convocó para que ejerciera el cargo de jefa de prensa del ministerio de Fomento durante el segundo gobierno de Rómulo Betancourt. Posteriormente como presidenta de la Asociación Venezolana de Periodistas (AVP), presentó en la Cámara de Diputados un informe donde expresaba la preocupación por la situación de la libertad de prensa en el país. Falleció el 24 de febrero de 1999 en su residencia en Maracay, estado Aragua, siendo acreedora del homenaje póstumo de la Junta Directiva Nacional del Colegio Nacional de Periodistas
«a una valiosa mujer que luchó por la incorporación de la mujer venezolana a la actividad social y profesional, desde su posición como constituyentista, congresista y periodista».
La biblioteca pública de Calabozo lleva su nombre.[cita requerida]